# Ô-boa
Ô-boa (gốc tiếng Pháp: hautbois, haut là "cao", bois là "kèn gỗ") là một loại kèn có miệng thổi bằng dăm kép (double reed). Nó có âm thanh dễ nổi hơn các loại khác (tương tự như trompet trong bộ đồng), vì màu sắc riêng biệt này nên khi sử dụng trong dàn nhạc phải thật khéo, để tránh tình trạng lạc lõng, thiếu ăn ý với dàn nhạc.
Âm sắc giọng mũi, biểu hiện nội tâm rất tốt, có tính chất ca xướng, âm chất đẹp, nhưng không thiên về loại biểu hiện kỹ xảo như Sáo ngang (sáo fluýt) và kèn Clarinet.
Về mặt kỹ thuật, kèn Ô boa thổi nặng hơn sáo fluýt, tốn nhiều hơi nén, do đó giai điệu dùng cho kèn Ô boa có thể tương đối dài.
Nhóm nhạc cụ này còn có Soprano Oboe, Alto Oboe (Co Anh) và Baryton Oboe.